# 人类帝国
人類帝國（Imperium of Man）是由英國Games Workshop公司（“遊戲工坊”公司）製作的戰棋遊戲《戰錘40000》裡的一個虛構的星際帝國。

## 历史
人类帝国最初由全人類之不朽神皇（God-Emperor of Mankind）创建于“纷争乱世”（Age of Strife）。那是一个充满着混乱、毁灭和死亡的时代，除了極少數的人類殖民地，大多殖民地皆毀於此。不过当亞空间风暴消失后，帝皇开始准备联合所有人类于他的统治下，並創造了一批超人——星際戰士（Space Marines）為他征服銀河。
在夺取月球的太空港并使火星上的机械神教臣服后，帝皇建造了一个庞大的舰队并用它展开了长达两百年的征服，最后在几乎所有的人类殖民地上建立了帝国的政府。这个征服的历程在帝国的历史里被称为“大遠征”（Great Crusade）。在这段时间里,皇帝建造了他最强的戰士——星際戰士，和他们的领导人——基因原体（Primarch）。这些超級戰士加上帝国军（Imperial Army）后分成了两个单独的军种——帝国海军和星界軍（前身為帝國防衛軍），使人类变成了宇宙最有实力的种族，这使很多人认为统治宇宙是人类的命运。

## 內政
數不清的抄寫員、文員和行政官員。內政部不停地在各個角落管理帝國，從集結戰艦到課稅。據估計，僅僅管理皇宮就涉及超過100億的專業人員。
分佈於銀河系中的數十千億記的內政部官員不斷地進行人口普查、計算十一稅、記錄和歸檔信息、以及管理帝國所必需的無數事情。由於內政部龐大的規模和複雜的官僚系統，有的行政部門甚至都被遺忘了——這些本來早就被淘汰的部門遵循著當初被設置時的教條，勤勉但漫無目的地做著無意義的工作。

## 宗教
帝國人民普遍信仰帝國國教（Ecclesiarchy，正式名稱 Adeptus Ministorum）。在帝皇還像常人一樣活著的時候，就有許多人因為他超凡的力量以及領袖魅力而把他當作神來崇拜。
然而帝皇本身因為信仰會提供亞空間能量予惡魔，因此他致力推行「帝國真理」——一種基於無神論的思想，推崇理性和懷疑；以徹底斷絕亞空間生物的能量來源。
但「帝國真理」並不受歡迎，人民需要信仰支持他們，而它本身推崇的理性和懷疑也不利於帝國的統治。
在荷魯斯叛亂結束之後，帝國陷入了無政府狀態的邊緣。此時，精神上的指引比起以往各時更為人需要。當帝皇被荷魯斯擊至重傷，無法再禁止對他的崇拜後，對帝皇的崇拜席捲了帝國。最後這些各地人民對帝皇的崇拜集結成了一體：救世主帝皇神殿派（Temple of the Saviour Emperor）。在第32個千年初，已經有三分之二的帝國人民信仰此教，只有星際戰士（阿斯塔特修會）和機械神教維持他們原本的信仰、傳統和崇拜儀式。
再過不到一世紀以後，救世主帝皇神殿派成了官方認定的帝國國教，並被賦予了Adeptus Ministorum的名稱，又稱Ecclesiarchy。國教的勢力是如此之大，以至於他們在泰拉高領主議會（council of the High Lords of Terra）取得了一個永久性的席次。有了中央政務院（Adeptus Terra）的支持，國教更進一步把影響力延展到整個帝國，驅逐並殺死所有異端。制訂法律、召集軍隊，並對付他們眼中的敵人。但是當國教的勢力擴張時，世俗的總管庭（Administratum）也與他們爭奪絕對的統治權。這種權力的鬥爭傾軋一直延續到第41個千年仍未停止。

## 帝國的領土
帝國的領士被分五個行政區域「星域」（Segmentum）。它們分別為朦胧星域、太平星域、暴风雨星域、太阳星域及远东星域。
帝國幅員遼闊，涵蓋許多行星。每一個行星都由當地的行星總督管轄。基本上，行星總督都能施行自治，但必須服從帝國的統治，並按規定繳納稅收。

## 軍事
在《战锤40000》里，人类帝国代表了人类在恶劣和无情的宇宙生存的唯一希望。人类帝国被外星种族包围，并不断的被亞空間惡魔和各種超乎人類想像的恐怖存在威脅。
在第41個千年，人类帝国的軍隊包括分成了陆战部队星界軍（Astra Militarum）和专职星际作战的帝国海军（Imperial Navy）。：
- 星界軍（Astra Militarum）前身為帝國防衛軍（Imperial Guard），起源大圣战时期为了守卫各个人类世界所创建的帝國軍（Imperial Army）。霍拉斯叛乱之后，由于意识到了大规模叛乱迅速扩散的严重性，所有人类帝国的军事力量在極限戰士（Ultramarines）的基因原體羅伯特‧基里曼（Roboute Guilliman）的倡导下开始了“二次建軍”（Second Founding），拆分成了规模更小的军事团体，也就是帝國防衛軍（Imperial Guard）後來改名為星界軍（Astra Militarum）。
- 帝国海军（Imperial Navy），从帝国军（Imperial Army）中分离出来，主管不属于星际战士和机械神教的一切航空／航天飞行器。

星際戰士
大聖戰時期，帝國一共有20個軍團，分別由20個基因原體領導。其中有兩個軍團在聖戰中消失，而在霍拉斯叛亂中有一半的軍團叛變，使忠於帝國的軍團僅剩九個。為了避免龐大的軍隊落入一人手裡而再次導致叛亂，九個忠誠軍團被拆分為眾多的戰團，史稱「二次組建(Second Founding)」。此後在數千年的歷史中亦有多次建軍而產生了數量龐大的戰團，每一支戰團都有他們不同的故事和特徵。
- 星際戰士(Space Marines)，星際戰士體內植入19種基因種子、加上心理和身體上的訓練，每一個程序都會有危險性，這才能保證真正的強者會成為星際戰士。
- 原鑄星際戰士(Primaris Space Marines)，「機械大賢者」貝利撒留 ‧考爾花了一萬年研究完善原鑄星際戰士，除了19種基因種子手術以外還增加另外三個器官的植入。

帝国也建立了3個审判庭（Inquisition）：
- 恶魔审判庭（Ordo Malleus）的恶魔猎手（Daemonhunters），包括灰骑士（Grey Knights）戰團
- 异端审判庭（Ordo Hereticus）的巫师猎手（Witch Hunters），包括战斗修女（Adeptus Sororitas，又称Sisters of Battle）
- 異形审判庭（Ordo Xenos）的异族猎手（Alienhunter），包括死亡守望（Deathwatch）戰團

此外效命于帝国的军队还有：
- 机械神教（Adeptus Mechanicus）的泰坦军团（Titan Legion）和技术卫队（Tech Guard）
- 刺客庭（Officio Assassinorum）为帝国训练的刺客部队

## 帝國的敵人
人类帝国的敌人包括：
- 混沌势力（Forces of Chaos）
- 艾达灵族（Aeldari）（有時是盟友）
- 歐克蠻人（Orks）
- 泰倫虫族（Tyranids）
- 黑暗灵族（Drukhari）
- 钛帝国（Tau Empire）
- 太空死灵（Necrons）
- 内部人民（某些时候）

## 帝皇
帝皇的來源和名字都是未知。有些人推测他出生于公元前8000年的安那托利亚中部。他生长在一个被隔离开的区域，并且他拥有停止自己变老的能力和多个超自然能力。随着时间，皇帝变得更聪明和专著，他知道人性中的腐败并想纠正它们。他几乎总是在隐蔽自己，以便暗中操纵一切，但他并不是每次都能成功，往往在不经意间，他就成了领导人。所有的时间裡皇帝都在变得更聪明，并被记为所有人类重大发明的创作者之一。
帝国历史上他被第一次提到是当他征服地球时（29000年左右），帝皇使用雷霆戰士（Thunder Warriors）——基因改造过的士兵，星際戰士的前身来统一地球，之后他开始准备征服各个行星，重建人类文明。在机械神教的帮助下皇帝创立了星際戰士和用来运载他们的太空飞船，皇帝还用他自己的基因制造出了20个基因原体，并使用他们做为太空陆战队的基因種子来源，不过他们在襁褓时期被混沌諸神打散在宇宙之间。在大遠征期间所有的基因原體全部被找到并被賦予他们的军团。
不过，帝皇最器重的战帅荷魯斯（Warmaster Horus）被混沌邪神腐化，并勾结了将近一半的基因原体发动了叛乱，展开了一场庞大的内战，史称“荷魯斯之乱”（Horus Heresy）。战火最终蔓延到了神圣泰拉（Holy Terra）的帝皇神殿，帝皇不得不亲自和如同自己爱子一般的荷魯斯决一死战。虽然帝皇最终打败了荷魯斯，但也因为一时的恻隐之心被荷魯斯打成重伤，后来被带到使用遠古科技建成的黄金王座（Golden Throne）上，在休眠的状态下一直活到现在。黄金王座是一个用来维持生命的复杂机器。在这里，皇帝的肉身被保存起来，他的生命被细心管理的机器维持着。黄金王座连接着一个大型的亞空间灯塔，这个异空间灯塔发送的信号使得在人类帝国里進行亞空间航行变得可能。为了保证亞空间灯塔能有持续的能量供应，每天都会有上千个灵能者被带到黄金王座里以吸取他们的灵能，這將使他们在数个星期之内变成一具干尸，但被选中的人认为这是一种极大的荣耀。

## 参看
- 星際戰士
- 战锤40000
- 《战争黎明Ⅱ》